# Nils Hellsten (szermierz)
Nils Erik Hellsten (ur. 19 lutego 1886 w Sztokholmie, zm. 12 kwietnia 1962 tamże) – szwedzki szermierz, brązowy medalista olimpijski i dwukrotny medalista mistrzostw świata.

## Życiorys
Na igrzyskach olimpijskich w Antwerpii w 1920 roku odpadł w pierwszej rundzie floretu indywidualnego. Startował tam również w szpadzie, indywidualnie odpadając w półfinałach, a drużynowo zajmując jedenaste miejsce. Na rozgrywanych cztery lata później igrzyskach olimpijskich w Paryżu wywalczył brązowy medal w szpadzie indywidualnej. W rundzie finałowej uzyskał tyle samo punktów co Francuz Roger Ducret. W barażu o srebrny medal Ducret pokonał Hellstena 1:0. W szpadzie drużynowej Szwedzi odpadli w pierwszej rundzie. Brał też udział w igrzyskach olimpijskich w Amsterdamie w 1928 roku, gdzie w szpadzie indywidualnej był piąty, a w rywalizacji drużynowej odpadł w pierwszej rundzie.
Podczas mistrzostw świata w Wiedniu w 1931 roku (oficjalnie zawody tego cyklu rozgrywane są pod tą nazwą dopiero od 1937) razem z kolegami z reprezentacji wywalczył brązowy medal w szpadzie drużynowej. Wynik ten Szwedzi z Hellstenem w składzie powtórzyli na mistrzostwach świata w Warszawie trzy lata później.
W młodości był gimnastykiem. W 1908 roku został podporucznikiem pułku piechoty Uppland, w 1926 przeniesiony rezerwy, a w 1936 mianowany majorem. Pracował jako nauczyciel gimnastyki, a w latach 1927–1934 był dyrektorem szkoły.